# Emanuel König
Emanuel König (Basileia, 1 de novembro de 1658 — Basileia, 30 de julho de 1731) foi um físico e médico suíço, professor de medicina teórica na Universidade de Basileia. Distinguiu-se pela introdução nas modernas ciências naturais do conceito de reinos naturais, baseados na obra de Aristóteles.

## Biografia
Emanuel König foi filho de um livreiro de Basileia, tendo estudado na sua cidade natal Medicina e Ciências Naturais. Em 1677 obteve o grau de mestre em Ciências Naturais e em 1682 obteve o grau de doutor na Faculdade de Medicina da Universidade de Basileia (Universität Basel).
A 17 de agosto de 1682 Emanuel König foi admitido com o cognome académico de Avicenna I. como membro da Academia Leopoldina (Deutschen Akademie der Naturforscher Leopoldina).
Após viagens de estudo pela Itália e França, regressou a Basileia e a partir de 1695 passou a ensinar grego clássico como Extraordinarius ao estudantes do Trivium, o ciclo inicial dos estudos superiores. A partir de 1703 passou a ensinar Física como instrutor na Universidade de Basileia, onde a partir de 1706 foi professor de Ciências Naturais. A partir de 1711, e até à sua morte em 1731, foi professor de Medicina Teórica na Faculdade de Medicina daquela Universidade. Seu sucessor como titula da cadeira foi o seu filho homónimo Emanuel König.
O seu trabalho científico na Faculdade de Medicina da Universidade de Basileia ocorreu num período de algum apagamento da instituição que de aproximadamente 1700 até ao final da década de 1720 se isolou dos principais centros de avanço da ciência médica. Esta fase correspondeu grosso modo à direcção dos professores Theodor Zwinger, director a partir de 1703, e Johann Heinrich Staehlin, director a partir de 1711. Primeiro com Daniel Bernoulli, professor de Anatomia a partir de 1733, e depois com outros docentes notáveis, a Faculdade de Medicina de Basileia reganhou entrosamento com os progressos científicos do tempo.
König foi seguidor de Paracelso e ensinou os conceitos da emergente escola médica da iatroquímica, mas com uma qualidade muito pobre. Os seu esforços foram mais enciclopédicos do que criativos. A sua obra intitulada Guldener Arzneischatz neuer niemals entdeckter Medikamenten (Tesouro farmacológico dourado dos novos medicamentos nunca antes descobertos) é considerada uma colecção especulativa de curiosidades, magia, encantamentos e charlatanismo. O trabalho é mais a aplicação medicamentosa da chamada Dreckapotheke (farmácia da sujidade) de Christian Franz Paullini do que uma verdadeira defesa dos princípios da iatroquímica da época. König escolheu o pseudónimo Avicena entre seus colegas do corpo docente, o que não faz justiça à sua menor importância académica.
Nos seus dois trabalhos Regnum minerale e Regnum vegetabile et animale, publicados em Basileia no ano de 1682, defende a distinção entre os três reinos naturais de iatroquímica farmacológico: inanimado (reino mineral), reino vegetal e reino animal. Resumiu o conjunto destas obras numa publicação, aparecida em 1693, que intitulou Κέρας Άμαλτείας Thesaurus remediorum e triplice regno (nome escolhido em referência ao chifre de Amalteia, a cabra de Zeus).